# Ex-convent dels Caputxins
L'Ex-convent dels Caputxins és una obra de Tarragona protegida com a Bé Cultural d'Interès Local.

## Descripció
Gran edifici, molt simple, que va contenir el convent que li dona el nom. És molt notable la façana sud, visible del tot, feta amb pedra sense treballar i maons.